# デヴィッド・リンドレー
デヴィッド・リンドレー（David Lindley、1944年3月21日 - 2023年3月3日）は、米国のミュージシャン、シンガー。ギターを始め、ワイゼンボーン、バイオリン、バンジョー、マンドリン、ジュンブシュ、サズなど、様々な弦楽器を操る。ブルースからワールドミュージックまでプレイする幅広い音楽性と、スライド・ギターのプレイが特徴的であるところなどは、ライ・クーダーと通ずるものがある。

## 来歴
1944年、カリフォルニア州サンマリノに生まれる。10代でバンジョーを弾き始め、トパンガ・キャニオンのバンジョー・フィドル・コンテストで計5回優勝した。
1967年、自身のバンド、カレイドスコープを結成、1971年まで活動した後、ジャクソン・ブラウンのバンドにギタリストとして参加する。ブラウンとは1981年まで活動を共にし、彼の黄金期のサウンド形成に貢献した。
1981年、エル・ラーヨ・エキス (El Rayo-X)を結成し、アサイラム・レコードより初のリーダー・アルバム『化けもの』をリリースした。ヒューイ・"ピアノ"・スミスやアイズレー・ブラザーズの曲をレゲエ調でプレイするなど、独自の世界を展開している。邦題の『化けもの』は、リンドレー自身が指定したもの。エル・ラーヨ・エキスとは1988年の『ヴェリー・グリーシー』まで計4枚のアルバムをリリースした。
1990年代に入ると、ヘンリー・カイザーと組み、シャナキー・レコードよりマダガスカル音楽とノルウェー音楽のアルバムを相次いで発表した。この頃、ヨルダン出身のパーカッショニスト、ハニ・ナッサーと出会い、彼とのデュオでツアーをするようになった。1994年には、このデュオで日本でレコーディングしたライブ・アルバム『ライヴ・イン・トーキョー'91』をリリースした。リンドレーは、このアルバム以降、特定のレコード会社との契約をせず、自主制作でアルバムをリリースするスタイルをとっていた。

### 死去
2023年3月3日、死去。78歳没。死去の数ヶ月前から体調を崩していたと関係者から公表されている。訃報を受けシンガーソングライターのジェイソン・イズベルは、「デヴィッド・リンドレーを失ったことは大きな損失です。彼の影響がなければ、私の音楽はまったく違ったものになっていたでしょう。初めて聴いた時から彼の演奏に夢中でした。その男は巨人だった。」と述べていた。

## ディスコグラフィ

### リーダー・アルバム
- 『化けもの』 - El Rayo-X (1981年、Asylum)
- 『ウィン・ディス・レコード』 - Win This Record! (1982年、Asylum)
- 『エル・ラーヨ・ライヴ』 - El Rayo Live (1983年)
- 『MR.デイヴ』 - Mr. Dave (1985年、WEA)
- 『ヴェリー・グリーシー』 - Very Greasy (1988年、Elektra)
- The Indian Runner (1991年) ※with ジャック・ニッチェ。映画『インディアン・ランナー』サウンドトラック
- A World Out of Time (1991年、Shanachie) ※with ヘンリー・カイザー。マダガスカル音楽集
- 『ホイールズ・オヴ・ザ・サン』 - Wheels of the Sun (1993年、Zebrazone) ※松居和のアルバムに全面参加
- The Sweet Sunny North (1994年、Shanachie) ※with ヘンリー・カイザー。ノルウェー音楽集
- 『ライヴ・イン・トーキョー'91』 - Official Bootleg #1: Live in Tokyo Playing Real Good (1994年) ※with ハニ・ナッサー
- Cooder-Lindley Family Live at the Vienna Opera House (1995年) ※with ライ・クーダー
- Song of Sacajawea (1995年、Rabbit Ears) ※with ローラ・ダーン（ナレーション）
- Official Bootleg #2: Live All Over the Place Playing Even Better (1995年) ※with ハニ・ナッサー
- 『TWANGO BANGO DELUXE』 - Twango Bango Deluxe (2000年) ※with ウォリー・イングラム
- Twango Bango II (2001年) ※with ウォリー・イングラム
- Twango Bango III (2003年) ※with ウォリー・イングラム
- Live in Europe (2004年) ※with ウォリー・イングラム
- Big Twang (2008年)
- 『ラヴ・イズ・ストレンジ』 - Love Is Strange (2010年、Inside Recordings) ※with ジャクソン・ブラウン

### カレイドスコープ
- Side Trips (1967年、Epic)
- A Beacon from Mars (1967年、Epic)
- Incredible! Kaleidoscope (1969年、Epic)
- Bernice (1970年、Epic)